# Вефиль
Вефи́ль (ивр. בֵּית אֵל‎, Бейт-Эль — букв. «дом Бога»; угарит. bt il, греч. Βαιθηλ, лат. Bethel) — один из главных городов Древнего Израиля, севернее Иерусалима, на границе территорий колен Вениамина и Ефрема.
Согласно Библии (Быт. 28:19), название городу дал Иаков, которому там явился Бог; до этого город назывался Луз. Во времена Израильских и Иудейских царей (X — VIII век до н. э.) там находился израильский храм-скиния, соперничавший с иерусалимским. В храме в Вефиле было поставлено изваяние золотого тельца (3Цар. 12:28-30), что критиковалось пророками.
Другой город под названием Вефиль, находившийся на юге Иудеи, упоминается в книге Иисуса Навина (Нав. 8:17 и Нав. 12:16), и предположительно был идентичен городу Бетуль или Бетуэль, где проживало племя Симеона.

## Отождествления
Евсевий Кесарийский и святой Иероним писали, что в их времена Вефиль был небольшой деревней в 12 римских милях к северу от Иерусалима, к востоку от дороги на Неаполь Палестинский, то есть Шхем.
Исследователь Библии Эдвард Робинсон отождествил с Вефилем палестинское селение Бейтин в Самарии в своей книге «Библейские исследования в Палестине» (Biblical Researches in Palestine, 1838-52). Своё предположение он основывал как на сходстве местоположения с описанием местоположения Вефиля в Библии, так и на сходстве названий, считая, что еврейское «-эль» часто замещалось на арабское «-ин».

## Современность
После учреждения Государства Израиль в 1948 году библейское название было дано еврейскому поселению Бейт-Эль, основанному рядом с арабской деревней Бейтин.